# فرانسیس بیرک (ژئو فیزیکدان)
فرانسیس بیرک (انگلیسی: Francis Birch؛ زاده ۲۲ اوت ۱۹۰۳ درگذشته ۳۰ ژانویهٔ ۱۹۹۲) یک دانشمند در زمینه ژئوفیزیک اهل ایالات متحده آمریکا بود.
او یکی از بنیانگذاران ژئوفیزیک  پوسته جامد زمین و   زیست کره خاک محسوب می شود. او همچنین به خاطر نقشی که در بمباران اتمی هیروشیما و ناکازاکی داشته ، به یاد آورده میشود.
در طول جنگ جهانی دوم،  فرانسیس بیرک   در برنامه منهتن مشارکت داشت . او از جمله در طراحی، تکامل و توسعه  یک نوع سلاح هسته ای  معروف به پسر کوچک همکاری داشته  و برساخت آن نظارت  کرده است. او شخصاً به تینیان سفر کرد تا بر  سر هم بندی قطعات  سازنده  بمب  و سوار کردن  آن در  هواپیمای  بمب افکن   انولا  ؛  گی- بوئینگ بی-۲۹ که مأموریت پرتاب بمب اتمی  را بر عهده داشت نظارت کند.
فرانسیس بیرک  فارغ التحصیل دانشگاه هاروارد بود. سپس او در سمت دستیار پژوهشی در مطالعات ژئوفیزیک ،  در دانشگاه هاروارد  استخدام شد.  در سال ۱۹۴۳ به مقام استادیاری  در رشته زمین شناسی رسید. در سال ۱۹۴۶ دانش یار دانشگاه هاروارد در رشته زمین شناسی شد، در ۱۹۴۶ به  استادی رسید و بالاخره در سال ۱۹۷۴ به  او بازنشستگی افتخاری  همراه با حفظ عنوان استادی اهدا شد.
فرانسیس بیرک  بیش از ۱۰۰ مقاله منتشر کرده است. از او محاسباتی برجای مانده است که اینک بنام  معادله حالت Birch – Murnaghan معروف است. در سال۱۹۵۲ او نظریه ای را ارائه داد که طبق آن بخش  سخت زمین از کانی‌های سیلیکات تشکیل شده است و  هسته درونی زمین آهن مذاب است. در سال ۱۹۶۱ او در دو مقاله، محاسباتی را منتشر کرد که امروز قانون بیرچ  Birch's law نامیده میشود.

## کودکی وجوانی
آلبرت فرانسیس بیرک در ۲۲ اوت ۱۹۰۳ در واشینگتن دی.سی  به دنیا آمد. او پسر (جرج آلبرت بیرک)  و (مری همیک بیرک) بود. پدرش در امور بانک و خرید و فروش املاک اشتغال داشت. مادر او  خواننده  و  تکنواز  کلیسا بود. او  سه برادر کوچکتر از خود داشت: دیوید، بانکدار، جان، دیپلمات  و رابرت  ترانه سرا شد. او در زادگاه خود، واشینگتن دی.سی   به مدرسه رفت  و در سال ۱۹۱۶ به دانش آموزان  دبیرستان نظام High School Cadets پیوست.
فرانسیس بیرک در سال ۱۹۲۰ با بورس  تحصیلی وارد  دانشگاه هاروارد شد.  در حالی که در آنجا بود در گردان آموزشی توپخانهٔ افسران ذخیرهٔ هاروارد خدمت می کرد. او در سال ۱۹۲۴ از دانشگاه هاروارد فارغ التحصیل شد، و مدرک کارشناسی علوم (S.B.) خود را در رشته مهندسی برق دریافت کرد.
فرانسیس بیرک در  بخش مهندسی شرکت تلفن نیویورک  مشغول به کار شد.  او در سال  ۱۹۲۶ پس از درخواست و دریافت بورس ارتش  به استراسبورگ سفر کرد و در دانشگاه استراسبورگ تحت نظر پی‌یر ویس تحصیل کرد.   در آنجا، او در نوشتن چهار مقاله، به زبان فرانسوی، در مورد پارامغناطیس ، خواص  سیانید پتاسیم ، گشتاور مغناطیسی و  یون های مثبت مشارکت داشت. 
بعد از بازگشت به ایالات متحده در سال ۱۹۲۸، فرانسیس بیرک برای پیگیری تحصیل در رشته فیزیک به هاروارد بازگشت. وی در سال ۱۹۲۹ مدرک کارشناسی ارشد  خود را از هاروارد دریافت کرد. او سپس در سال ۱۹۳۲  تحصیل خود را در مقطع  پی‌اچ‌دی  زیر نظر  پرسی بریگمن  آغاز کرد. یعنی کسی که بعداً، در سال ۱۹۴۶ موفق به دریافت جایزه نوبل  در رشته فیزیک شد. در آن زمان علاقه فزاینده ای به ژئوفیزیک در دانشگاه هاروارد وجود داشت و رجینالد آلدورث دالی .  کمیته ای  برای زمین شناسی تجربی و ژئوفیزیک تأسیس کرد که شامل بریدگمن، ستاره شناس هارلو شاپلی ، زمین شناسان لوئیس کاریل گراتون و دی اچ مک   لافلین و شیمیدان جی پی بکستر بود. ویلیام زیسمن - یکی دیگر از دانشجویان دکترای بریدگمان- به عنوان همکار پژوهشی کمیته استخدام شد، اما چون علاقه چندانی به مطالعه سنگ ها نداشت؛ در سال ۱۹۳۲ استعفا داد.  سپس، این سمت به  فرانسیس بیرک پیشنهاد شد. او علاقه یا تجربه چندانی به زمین شناسی نداشت، اما با ظهور رکود بزرگ ، چون پیدا کردن کار سخت بود؛ این پیشنهاد را پذیرفت. 
در ۱۵ ژوئیه ۱۹۳۳، فرانسیس بیرک با باربارا چنینگ، فارغ التحصیل  کالج برین مار، و از نوادگان  ویلیام الری چنینگ ازدواج    کرد. آنها سه فرزند به نام آنه، فرانک و مری داشتند. فرانک بعدها استاد ژئوفیزیک دانشگاه نیوهمپشر شد.

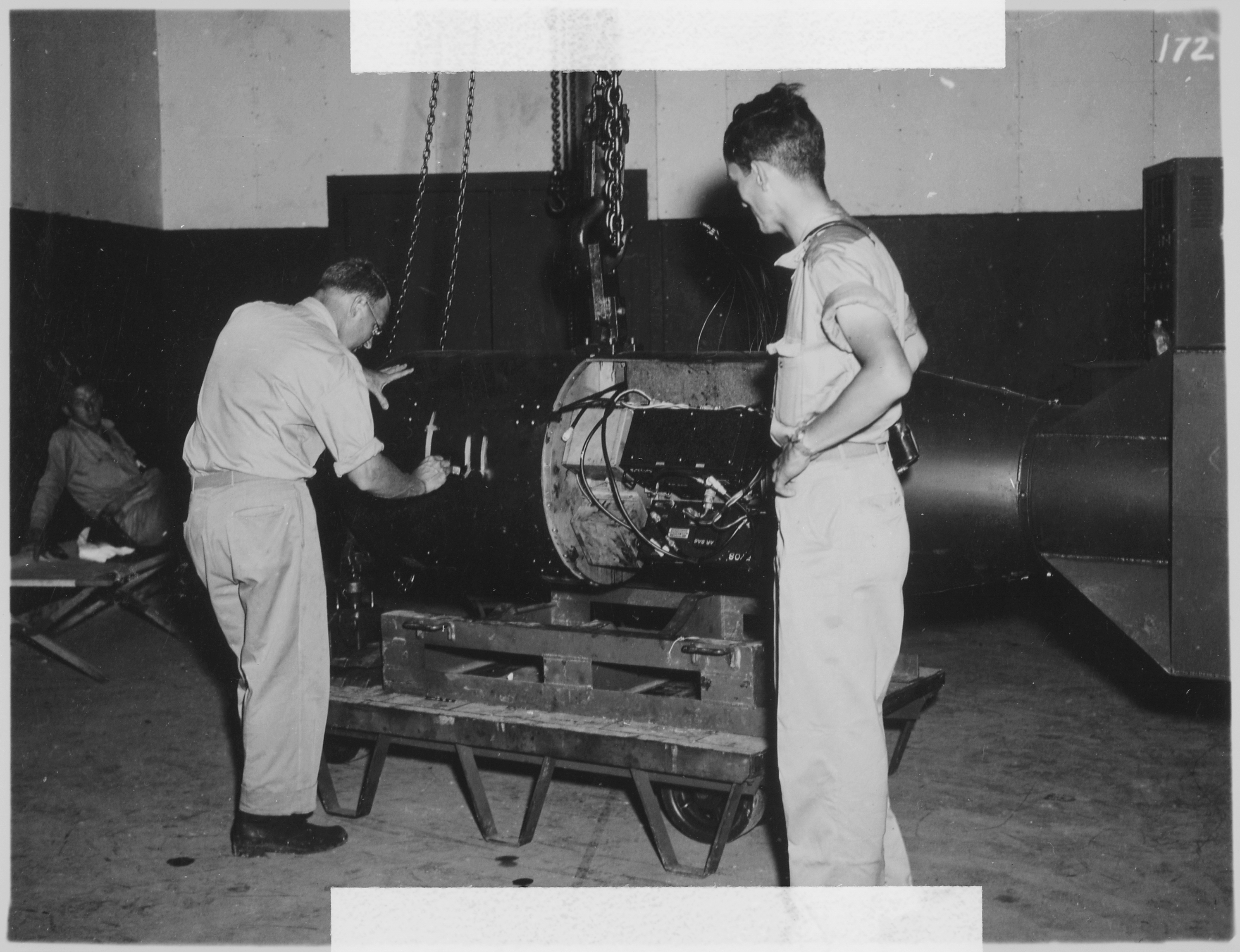
فرانسیس بیرک (چپ) روی بمب پسر کوچک کار می کند در حالی که نورمن .F رمزی (راست) نگاه می کند

## جنگ جهانی دوم
در سال ۱۹۴۲، یعنی در حین جنگ جهانی دوم، فرانسیس بیرک از هاروارد مرخصی گرفت، تا در آزمایشگاه تابش مؤسسهٔ فناوری ماساچوست -  که در حال توسعه  و تکمیل رادار بود؛  کار کند.او بر روی ضامن مجاورتی  proximity fuze,  مطالعه می کرد، یک ضامن که از راه دور توسط امواج دریافتی از رادار، آزاد شده و سبب انفجار پوسته موشک در نزدیکی هدف میشد. بعد وی ریاست کمیسیونی را در نیروی دریایی ایالات متحده به عنوان فرماندهٔ ستوان پذیرفت و به دفتر مرکزی  نیروی دریایی در واشنگتن دی سی فرستاده شد. بعداً در همان سال به وی، مأموریت در برنامهٔ منهتن محول  شد و او با خانواده اش  به لوس آلاموس ، نیومکزیکو نقل مکان کرد.  وی در آنجا به لشکر آزمایشگاه لوس آلاموس ، شعبه (O) که تحت فرماندهی یک افسر دیگر نیروی دریایی به نام  ناخدا ویلیام اس پارسونز بود ، پیوست. در ابتدا هدف این شعبه طراحی سلاح هسته ای از نوع   معروف به مرد لاغرThin Man (nuclear bomb) بود. اما معلوم شد که این امر به دلیل آلودگی پلوتونیوم تولید شده توسط رآکتور با پلوتونیوم ۲۴۰  عملی نیست. در فوریهٔ ۱۹۴۴ ،  شعبه مذکور، توجه خود را به توسعهٔ  سلاح اتمی پسر کوچک ،   معطوف کرد. فرانسیس بیرک ،از اورانیوم غنی نشده، برای ایجاد مدل های مقیاس و بعداً ماکتهای تمام عیار،استفاده کرد. او روی مراحل ساخت و تکمیل پسر کوچک نظارت داشت و شخصاً به تینیان سفر کرد تا بر سر هم بندی قطعات سازنده بمب و سوار کردن آن در هواپیمای بمب افکن انولا ؛ گی- بوئینگ بی-۲۹ که مأموریت پرتاب بمب اتمی را بر عهده داشت، نظارت کند. در همین زمان بود که او سیستم  ایمنی « ۲ پریز» را ابداع كرد  تا در صورت سقوط  هواپیمای بمب افکن، به‌شکل تصادفی یک انفجار اتمی ، رخ ندهد. به همین خاطر به او یک نشان لیاقت لژیون افتخار اهدا شد. در اسناد  متعلق به فرانسیس بیرک در این مورد آمده است :
برای رفتار شایسته استثنایی در اجرای خدمات برجسته به دولت ایالات متحده در ارتباط با توسعه بزرگترین سلاح نظامی در  طول زمان ، بمب اتمی! 
وظیفه اولیهٔ وی تجهیز آزمایشگاه و اجرای آزمایشهای مربوط بود. او این وظیفه را به شکلی چنان برجسته انجام داد که مسئولیت مهندسی و توسعه اولین بمب اتمی،  به وی محول گردید. وی این وظیفه را با قضاوتی درست و مهارتی برجسته انجام داد و سرانجام ،  خود برای اطمینان کامل از تکمیل برنامه از همهٔ جهات ، شخصاً  همراه بمب، به  پایگاه  تکمیل برنامه رفت. توانایی های مهندس فرمانده،  فرانسیس بیرک  قابل تقدیر و مطابق با بالاترین استانداردهای نیروی دریایی ایالات متحده آمریکا بوده است.

## پس از جنگ
فرانسیس بیرک  پس از پایان جنگ به هاروارد بازگشت و در سال ۱۹۴۳ میلادی  به‌صورت غیابی به رتبهٔ  استادیاری در رشتهٔ زمین شناسی ارتقاء یافت. او به کار خود در هاروارد ادامه داد؛ تا در سال ۱۹۴۶ به دانش یاری دانشگاه هاروارد رسید. در سال ۱۹۴۹ به او، عنوان استادی دانشگاه هاروارد در رشتهٔ زمین شناسی اهدا میشود. سرانجام در سال ۱۹۷۴ به او بازنشستگی افتخاری همراه با حفظ عنوان استادی ، به‌صورت مادام العمر تعلق گرفت. پروفسور فرانسیس بیرک ، بیش از ۱۰۰ مقاله تألیف کرده است. در سال ۱۹۶۴ او رئیس انجمن زمین شناسی ایالات متحده آمریکا بود. در سال ۱۹۶۹ به  وی ، مدال    توسط انجمن زمین شناسی آمریکا اهدا میشود. در سال ۱۹۴۷ او محاسباتی  را انجام داد که اینک بنام معادله حالت Birch – Murnaghan معروف است. 
آلبرت فرانسیس بیرک، بر اساس مطالعات تجربی خود در مورد کانی های تشکیل دهندهٔ زمین، تحت  فشار و درجهٔ حرارت بالا شناخته شده است . در سال ۱۹۵۲  او مقالهٔ مشهوری را در مجلهٔ تحقیقات ژئوفیزیک منتشر کرد. دراین مقاله ، او توضیح میدهد که چگونه پوسته سخت زمین، عمدتاً از کانی‌های سیلیکات تشکیل شده است. او نشان میدهد که بخش زیرین و زبرین توسط  لایهٔ نازکی مرتبط با  گذار فاز سیلیکات از هم جدا شده اند. بنا بر توضیحات او هستهٔ مرکزی زمین در درونی ترین بخش، باید  از کریستال آهن جامد و هستهٔ خارجی از آهن مذاب تشکیل شده باشد. نتیجه گیری او در این مورد، همچنان امروز نیز تا حد زیادی پذیرفته میشود.